# Gilbert Sau
Gilbert Sau, né le 21 janvier 1958, est connu dans le milieu du football comme agent de joueur, et a été inculpé à deux reprises dans le cadre de cette fonction.
Il est également pilote de rallye de seconde division.

## Biographie
Gilbert Sau a été champion de France de deuxième division des rallyes en 1982 sur Renault 5 Alpine Turbo (remportant le Rallye Ain Jura, le Rallye Dôme-Forez et le Rallye de Lorraine sur Renault 5 Turbo avec sa copilote et épouse Annie Albis).
Il s'est inscrit à sept reprises au rallye de Monte-Carlo entre 1980 et 2008, obtenant cette dernière année une 23e place au classement général sur Mitsubishi Lancer Evo IX (à l'âge de 50 ans).
Il mène également depuis les années 1990 une carrière d'agent sportif, agent de joueurs de football, avec d'importants transferts à son actif, notamment à'OM dans les années 1990/2000, ce lui a valu une condamnation judiciaire pour transfert irrégulier dans le cadre d'une affaire mettant en cause ses méthodes de travail,. En 2007, il est condamné en première instance par le tribunal correctionnel de Marseille à plusieurs mois de prison et à deux années d'interdiction d'exercer dans le football dans le cadre du procès du transfert de l'Argentin Eduardo Tuzzio en 2001 à l'Olympique de Marseille. ainsi qu'à 45 000 euros d'amende. En septembre 2016, il est relaxé dans une autre affaire de transfert où d'autres agents sont sanctionnées pour des irrégularités autour de joueurs étrangers recrutés par le  club du Racing Club de Strasbourg.
Il est titulaire de la carte d'agent de joueurs délivrée par l'Association de football suisse (ASF), reconnue par la FIFA.[réf. nécessaire]